# Chrysomikia grahami
Chrysomikia grahami är en tvåvingeart som först beskrevs av Villeneuve 1936.  Chrysomikia grahami ingår i släktet Chrysomikia och familjen parasitflugor. Inga underarter finns listade i Catalogue of Life.